# Fisiograma

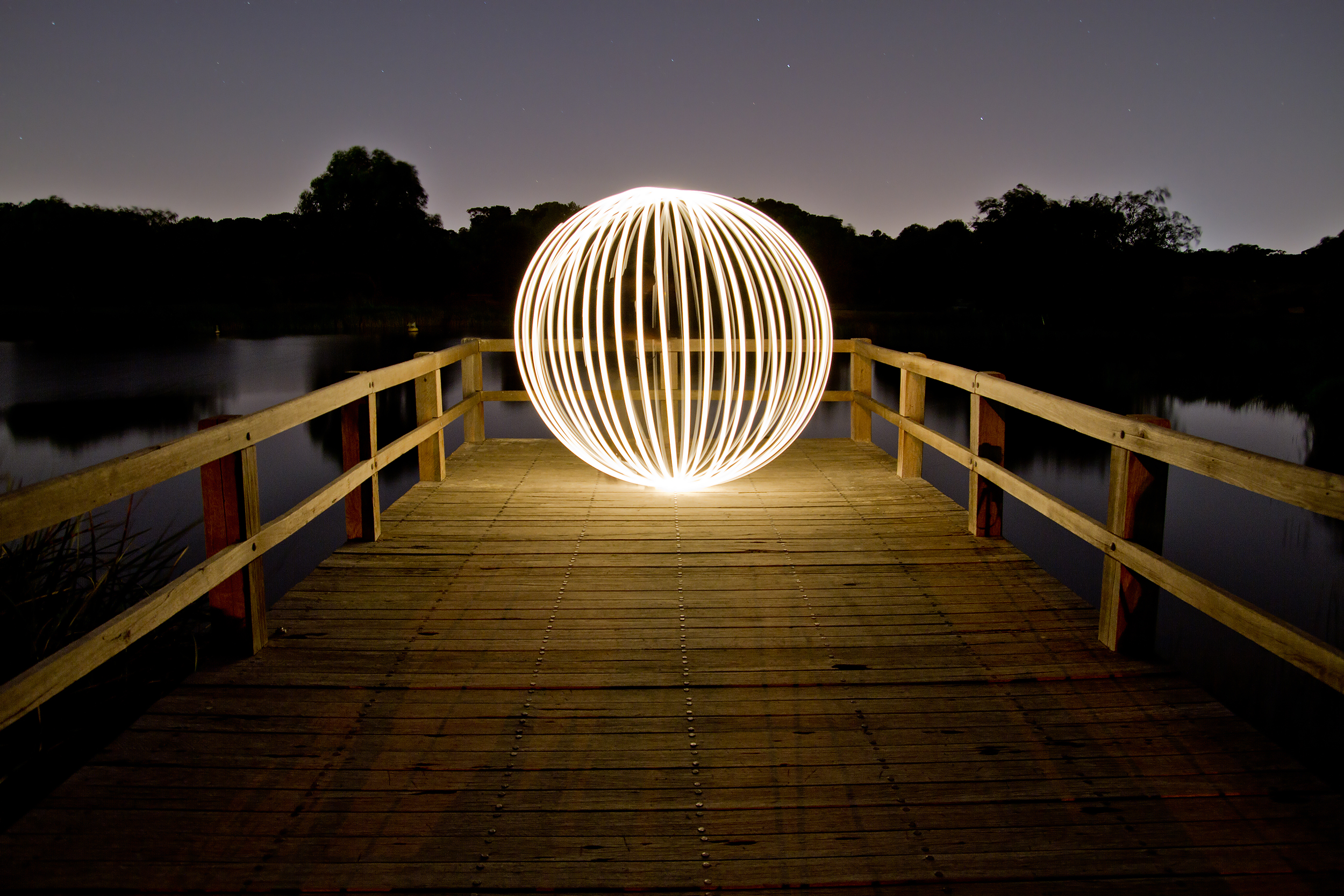
Fisiograma hecho en Booyeembara Park, Perth, Australia

Un fisiograma, popularmente conocido como light painting o pintura de luz, es una técnica creada en 1889, es el registro fotográfico de la trayectoria de una fuente luminosa en movimiento en un ambiente con poca luz. Existen dos maneras de realizar un fisiograma, cuando tomamos una fotografía del movimiento de un haz de luz con la cámara en un punto fijo, o cuando realizamos movimientos de cámara sobre un punto de luz fija. Las exposiciones pueden durar desde un segundo a varios minutos, dependiendo de las opciones de la cámara fotográfica.
La  técnica fotográfica consiste en mover una fuente de luz mientras se toma una fotografía de larga exposición, ya sea para iluminar un sujeto o un espacio, o para hacer brillar la luz en la cámara para "dibujar", o moviendo la propia cámara durante la exposición de las fuentes de luz. La técnica se utiliza tanto para fines científicos como artísticos, así como en la fotografía comercial.
Light painting también se refiere a una técnica de creación de imágenes utilizando la luz directamente, como con LEDs en una superficie proyectiva, utilizando el enfoque que un pintor hace de un lienzo. 
Cualquier fuente de luz es válida para realizar un fisiograma, y los valores de apertura del diafragma y velocidad del obturación, dependen de la intensidad de la fuente de luz. Se puede realizar el registro de un fisiograma, al capturar una fuente luminosa, que pasa por delante del objetivo de la cámara, por ejemplo el paso de unos faros de un vehículo en movimiento. También podemos realizar un fisiograma de forma intencionada, creando una fusión entre el arte de la fotografía y el arte de la pintura, mediante la utilización de un foco luminoso, a modo de pincel de luz, o mediante el movimiento de la cámara; este último procedimiento es como dibujar al revés, es decir, si movemos la cámara hacia la izquierda y hacia arriba el movimiento de la luz se registra hacia la derecha y hacia abajo.

## Historia
El Light Painting se remonta a 1889 cuando Étienne-Jules Marey y Georges Demeny trazaron el movimiento humano en la primera pintura de luz conocida, Pathological Walk From in Front.
La técnica fue utilizada en el trabajo de Frank Gilbreth con su esposa Lillian Moller Gilbreth en 1914 cuando el par utilizó pequeñas luces y el obturador abierto de una cámara para rastrear el movimiento de los trabajadores de manufactura y de oficina, con la intención de estudiar la posibilidad de simplificar el trabajo que se desempeñaba en su empresa.
Man Ray, en su serie de 1935 "Space Writing", fue el primer fotógrafo de arte conocido que utilizó esta técnica. Hizo un autorretrato con un tiempo de exposición y mientras el obturador estaba abierto, con una pluma inscribió su nombre en letra cursiva en el espacio entre él y la cámara, sobrescribiendo las letras con marcas más crípticas. La historiadora de la fotografía Ellen Carey (*1952) describe su descubrimiento de la firma del artista en esta imagen mientras la examinaba en 2009. En la década de 1930 a 1940, Gjon Mili empezó a utilizar la luz estroboscópica para capturar el movimiento de todo lo que le rodeaba, desde bailarines y malabaristas 
La fotógrafa Barbara Morgan comenzó a hacer pinturas de luz en 1935-1941. Su fotomontaje de 1941, Pure Energy and Neurotic Man, incorpora el dibujo de luz y realiza su objetivo declarado: "que si alguna vez fotografiara en serio, sería... el flujo de las cosas". Quería entonces, y todavía lo hago, expresar la 'cosa' como parte del flujo total". Al hacer innovadoras fotografías de bailarines, incluyendo a Martha Graham y Erick Hawkins ella los haría moverse mientras sostienen las luces.
En 1949 Pablo Picasso recibió la visita de Gjon Mili, un fotógrafo e innovador de la iluminación, que introdujo a Picasso en sus fotografías de patinadores sobre hielo con luces sujetas a sus patines. Inmediatamente Picasso comenzó a hacer imágenes en el aire con una pequeña linterna en una habitación oscura. Esta serie de fotos se conoció como los "dibujos de luz" de Picasso. De estas fotos, la más célebre y famosa es conocida como Picasso dibuja un Centauro.
Peter Keetman (1916-2005), que estudió fotografía en Munich de 1935 a 1937, fue el cofundador en 1949 de FotoForm (junto con Otto Steinert, Toni Schneiders y otros), un grupo con gran impacto en la nueva fotografía de los años 50 y 60 en Alemania y en el extranjero. Produjo una serie de Schwingungsfigur (figuras oscilantes) de mallas lineales complejas, a menudo con efectos muaré, usando una luz de fuente puntual en un péndulo.
Durante los años 70 y 80 Eric Staller utilizó esta tecnología para numerosos proyectos fotográficos que se llamaron "Dibujos de Luz". Las pinturas de luz hasta 1976 están clasificadas como dibujos de luz.
En 1977 el Dean Chamberlain amplió la técnica utilizando luces de mano para iluminar selectivamente y/o colorear partes del sujeto o escena con su imagen Bolsas de polietileno en la silla Longue en el Instituto de Tecnología de Rochester. Dean Chamberlain fue el primer artista en dedicar todo su trabajo a la forma de arte de light painting. El artista fotógrafo Jacques Pugin hizo varias series de imágenes con la técnica de dibujo de luz en 1979.Ahora, con la pintura de luz moderna, se utiliza más frecuentemente la coreografía y la actuación para fotografiar.
En los años 70 y principios de los 80, Steve Mann inventó, diseñó, construyó y utilizó varias computadoras portátiles para visualizar fenómenos del mundo real como ondas de sonido, ondas de radio y campos de visión mediante la pintura con luz utilizando la fotografía computacional.
Desde los años 80, Vicki DaSilva ha estado trabajando exclusivamente en pintura de luz y graffiti de luz. En 1980, DaSilva comenzó a hacer trabajos de graffiti de luz de texto deliberado, el primero fue "Cash". Continuó con estas fotografías de graffiti de luz a lo largo de los años 80 y finalmente comenzó a usar bombillas fluorescentes de 4 pies conectadas a sistemas de poleas para crear hojas de luz. A principios de los 2000 empezó a hacer trabajos con lámparas fluorescentes de 8 pies, sosteniendo la lámpara verticalmente y caminando por los espacios con ella.

Desde finales de los años ochenta, las fotografías de Tokihiro Satō combinan la luz, el tiempo y el espacio para registrar sus movimientos en una serie que comienza con sus "foto-respiraciones", en las que el uso de una cámara de 8 x 10 pulgadas equipada con un fuerte filtro de densidad neutra para lograr exposiciones prolongadas de una a tres horas le da la oportunidad de moverse por el paisaje. Al fotografiar a la luz del día, utilizando un espejo, hizo brillar la luz del sol en el objetivo de la cámara, lo que dio lugar a puntos de luz y destellos que puntuaron la imagen y siguieron sus movimientos, aunque su presencia no se ve directamente. Para vistas nocturnas o interiores "dibuja" con una pequeña antorcha.  

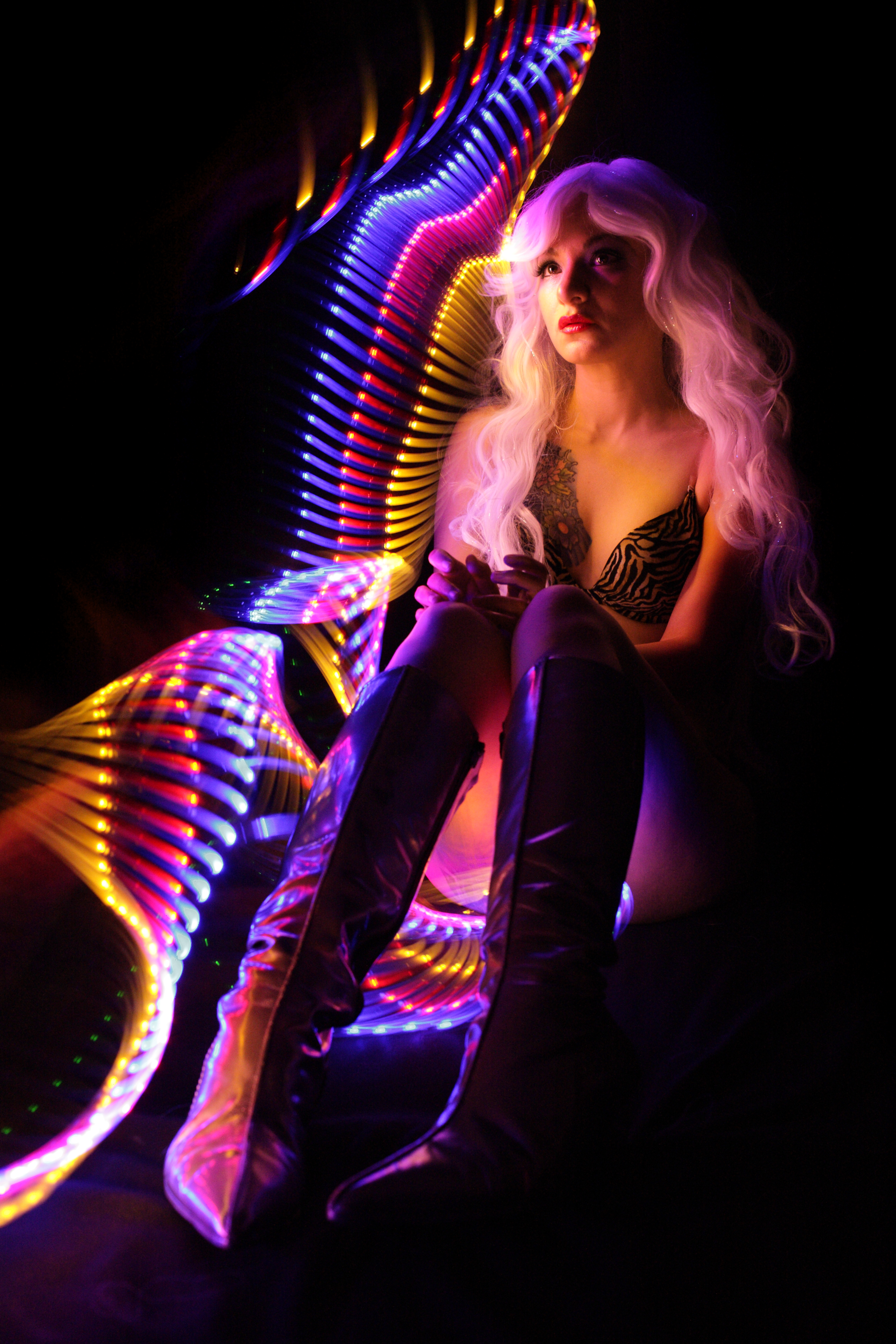
Fisiograma con LEDs del artista Beo Beyond (2013)

La pintura a la luz como forma de arte gozó de una gran popularidad en el siglo XXI, en parte debido a la creciente disponibilidad de cámaras DSLR y cámaras de teléfonos móviles que permiten una retroalimentación inmediata para los ajustes de las luces y la exposición; los avances en las fuentes de luz portátiles como los LED; y la aparición de sitios web de intercambio de medios por los que los profesionales pueden intercambiar imágenes e ideas.
En marzo de 2007, JanLeonardo acuñó el término fotografía de performance de arte de luz (LAPP), que hace hincapié en el aspecto performativo que es evidentemente anterior en la obra de Tokihiro Satō, y lo utilizó para describir la creación de nuevas figuras y estructuras sólo con luz. Siguiendo el significado griego original de la fotografía (griego φῶς, phos, genitivo: φωτός, fotos, "luz" (de la luminaria), "brillo" y γράφειν, grafito, "dibujo", "tallado", "crear", "escribir") es una simbiosis de arte de luz y fotografía. Se ha afirmado que la principal diferencia con otras pinturas o escritos luminosos es el papel del fondo en la foto. Las ubicaciones en el paisaje natural o entre edificios, como las ruinas industriales, se investigan cuidadosamente para obtener fondos distintivos para cada composición y a menudo se utilizan lámparas LED para contrastar la luz fría y la cálida a fin de enfatizar las estructuras existentes. Normalmente se requiere colaboración en la realización de la obra, ya que una persona crea figuras y estructuras ligeras mientras que la otra opera la cámara. En colaboración con Jörg Miedza, JanLeonardo fundó el proyecto LAPP-PRO.de que desarrolló la técnica hasta que en 2011, la pareja se disoció. LAPP ha crecido internacionalmente desde su inicio.
En la actualidad, la técnica de light painting tiene una finalidad digital, diferente a la finalidad impresa de los inicios de esta técnica, y las fotografías y/o retratos utilizando esta técnica suelen aparecer en diferentes páginas webs, galerías de arte, etc,..
Un uso común de esta técnica se realiza en el sector de los eventos al poder conjuntar esta técnica con Photocalls en Eventos en los que la resultante suele ser una fotografía o video light painting al ser complementaria esta técnica a otras utilizadas también en el mismo sector, como las técnicas Bullet Time (Tiempo Bala) o Slow Motion (slow mo).
En el año 2019, esta técnica también comenzó a utilizarse para realizar light painting aéreo gracias a la incorporación de fuentes de luz en dispositivos aéreos, Drones.

## Técnicas
La pintura con luz requiere una velocidad de obturación lenta, generalmente de al menos un segundo de duración. La pintura con luz puede imitar las características de la pintura tradicional; la superposición y la transparencia pueden lograrse fácilmente moviendo, añadiendo o quitando luces o sujetos durante o entre las exposiciones.
Como en cualquier tipo de fotografía nocturna, el concepto más importante de esta técnica es la velocidad de obturación, aunque no siempre todo depende de las condiciones lumínicas. Por lo general suele utilizarse un intervalómetro para establecer un tiempo de exposición concreto según las condiciones de luz que haya en la escena a fotografiar aunque no es necesario,  y según el tipo y la potencia de los elementos luminosos que vayamos a utilizar, para poder realizar este tipo de fotografías es indispensable un cable disparador para poder trabajar en modo BULB, el tiempo de exposición es solo un valor más a controlar. El valor de ISO suele dejarse a valores muy bajos para evitar el ruido de este tipo de fotografía.
El uso de un trípode es indicado por los tiempos de exposición bastante elevados, desde 10-20-30 segundos hasta tomas de 300-400-500 segundos o el tiempo que se considere necesario para ejecutar la toma. Suele utilizarse también la hiperfocal para conseguir fotografías de gran profundidad completamente enfocadas.
Generalmente se emplea un cable disparador o un autodisparador para minimizar el movimiento de la cámara. También se pueden utilizar geles de color para colorear las fuentes de luz.
La pintura con luz cinética se logra moviendo la cámara y es la antítesis de la fotografía tradicional. Por la noche, o en una habitación oscura, la cámara puede ser retirada del trípode y utilizada como un pincel. Por ejemplo, usando el cielo nocturno como lienzo, la cámara como pincel y los paisajes urbanos iluminados artificialmente como paleta. Poner energía en el movimiento de la cámara mediante el movimiento de las luces, haciendo patrones y poniendo fondos puede crear imágenes artísticas abstractas.
La pintura con luz de proyector, al agitar un difusor de flash blanco translúcido en el trayecto de luz de un proyector portátil, el movimiento continuo crea una pantalla invisible en el aire para la imagen proyectada en la foto.
Las pinturas de luz se pueden crear utilizando una cámara web. La imagen pintada ya se puede ver mientras se dibuja utilizando un monitor o proyector. Otra técnica es la proyección de imágenes sobre superficies irregulares (como caras o edificios), en efecto "pintándolas" con luz. A continuación se hace una fotografía u otra representación fija de la imagen resultante.
Hay cinco tipos básicos de dibujo de luz: Aunque históricamente se han agrupado en una única categoría, hay subclases de las diferentes maneras en que se puede utilizar una cámara para hacer fotografías con elementos lumínicos.
- El clásico dibujo de luz de Picasso con una pluma publicado en la revista Life alrededor de los años 60.
- Pintando el sujeto en una habitación totalmente oscura con una cámara en un trípode, abre la cámara y pinta la luz sobre el sujeto con una fuente de luz generalmente una pequeña pluma.
- Larga exposición con una cámara fijada en un trípode. Abrir la cámara y pintar luz en la cámara - dibujar luz en la cámara - usar un estroboscopio para congelar el sujeto, o iluminar la escena con diferentes fuentes de luz.
- Luz ambiental y estroboscópica. Con el estroboscopio de mano separado de la cámara - en su entorno oscuro (nocturno) - abra la cámara de mano para crear una imagen con poca luz y tiempo expandido y apague el estroboscopio para congelar el sujeto como lo hacen la mayoría de las fotografías. El estroboscopio es una ráfaga muy corta de luz congelante, y congela el sujeto deseado.
- Luz pura - Iluminar un cuadro (Abstracto); Con un arreglo de luces fijas en un cuarto oscuro o estudio y una cámara de mano - abra la cámara de mano y muévase a través de las luces pintando la luz en los sensores de la cámara. Produce imágenes de luz pura como un diseño abstracto. Lo contrario puede hacerse con una cámara fija en un trípode y luces en movimiento. Tanto el dibujo como la pintura.

También en la actualidad se mezclan diferentes técnicas fotográficas como el Bullet Time, o equipamiento como drones con emisores de luz led que crean diferentes figuras en el cielo.

## Equipo
Se pueden usar una variedad de fuentes de luz, desde simples linternas hasta dispositivos dedicados como el Hosemaster, que usa un lápiz de luz de fibra óptica. También son populares otras fuentes de luz como velas, fósforos, fuegos artificiales, pedernales de encendedor, lana de acero, lápices de luz y poi.
Un trípode suele ser necesario debido a los largos tiempos de exposición involucrados. Alternativamente, la cámara puede ser colocada o apoyada contra una mesa u otro soporte sólido. Generalmente se emplea un cable disparador o un autodisparador para minimizar el movimiento de la cámara. También se pueden utilizar geles de color para colorear las fuentes de luz.
Algunos light painters fabrican sus propios dispositivos dedicados a crear estelas de luz. También se utilizan luces LED, materiales luminiscentes, pirotecnia, fuegos artificiales y linternas. 

## Artistas destacados
- Andreas Feininger (1906-1999)
- Georges Mathieu (1921-2012)
- Gjon Mili (1904-1984)
- Pablo Picasso (1881-1973)
- Man Ray (1890-1976)
- JanLeonardo (* 1970)